# Larinopoda benitonis
Larinopoda benitonis är en fjärilsart som beskrevs av Embrik Strand 1914. Larinopoda benitonis ingår i släktet Larinopoda och familjen juvelvingar. Inga underarter finns listade i Catalogue of Life.